# Jol-Ako
Jol-Ako är en ort i Mexiko.   Den ligger i kommunen Tila och delstaten Chiapas, i den sydöstra delen av landet, 700 km öster om huvudstaden Mexico City. Jol-Ako ligger 84 meter över havet och antalet invånare är 429.
Terrängen runt Jol-Ako är varierad. Runt Jol-Ako är det ganska tätbefolkat, med 67 invånare per kvadratkilometer. Närmaste större samhälle är El Limar, 5,4 km öster om Jol-Ako. I omgivningarna runt Jol-Ako växer i huvudsak städsegrön lövskog.